# Mutagen
En mutagen är en företeelse, till exempel ett kemiskt ämne eller en typ av strålning som orsakar mutationer hos en organism, det vill säga förändrar den genetiska informationen i organismens DNA. Mutagener kan användas om man på konstgjord väg vill orsaka mutationer, detta kallas för mutagenes.

## Mutagen i fiktionen
I berättelserna om Teenage Mutant Ninja Turtles förekommer ett mycket berömt mutagen som kallas "The Ooze", det förändrar levande varelsers intelligens och storlek.